# 有害漫畫騷動
有害漫畫騷動（日语：／），是指日本一些民眾在1990年代初对被视为带有“猥亵”成分的特定“有害”漫画作品进行禁止其传播、销售、阅读的一场运动，以及之后各界不同阶层对其产生的一系列的支持、争议和反制。事实上，这些争议和处理措施在1989年就开始了。
1991年，眾議院及參議院采納民間團體呼籲立法規管「有害漫畫」之情願，日本各地方開始修改當地的青少年保護育成条例。
1994年，矢島正見及山本功發表論文，認為東京都的有害漫畫運動雖然看起來是草根運動，但分析後實際上更像是警察及行政部門幕後主導的有組織運動。

## 脚注
1. ↑  .   [2020-01-08]. （原始内容存档于2013-02-17）.
2. ↑  .   [2020-01-08]. （原始内容存档于2019-01-13）.
3. ↑  .   [2020-01-08]. （原始内容存档于2019-01-13）.
4. ↑  .   [2020-01-08]. （原始内容存档于2019-01-13）.
5. 1 2